# La moglie... gli uccelli
La moglie... gli uccelli (Das zweite Gesicht) è un film tedesco del 1983, diretto da Dominik Graf. Costituisce l'esordio cinematografico di Greta Scacchi.